# Purnima Grätz
Purnima Grätz (* 17. März 2007) ist eine deutsche Kinderdarstellerin. Sie spielt seit 2023 eine der drei Hauptrollen in der Disney+-Serie Die drei !!!.

## Leben
Purnima Grätz begann ihre schauspielerische Karriere am Kinder- und Jugendtheater. Für den Film Jim Knopf und Lukas der Lokomotivführer war sie in der engeren Auswahl für die Rolle der Li Si, hatte ihr filmschauspielerisches Debüt dann allerdings in dem ZDF-Fernsehfilm Wenn Kraniche fliegen aus der Fernsehreihe Frühling als namenloses japanisches Mädchen. Es folgte die Hauptrolle der Leonie Khamsong im Film Die Schule der magischen Tiere (2021) sowie in dessen Fortsetzungen Die Schule der magischen Tiere 2 (2022) und Die Schule der magischen Tiere 3 (2024).
Sie hatte außerdem Auftritte in der Serie Sunny – Wer bist du wirklich? (2020) und im Kinofilm Der Grenzer (2020). 2023 war sie in der Hauptrolle der Kim Jülich in der zehnteiligen Fernsehserie Die drei !!! zu sehen und wurde dafür 2024 gemeinsam mit Lilith Johna und Bella Bading für ihre Ensembleleistung mit einem Grimme-Preis Spezial ausgezeichnet.

## Filmografie
- 2018: Frühling: Wenn Kraniche fliegen (Fernsehserie)
- 2020: Sunny – Wer bist du wirklich? (Miniserie, 1 Folge)
- 2020: Der Grenzer (Kurzfilm)
- 2021: Die Schule der magischen Tiere
- 2022: Die Schule der magischen Tiere 2
- 2023: Die drei !!! (Fernsehserie, 10 Folgen)
- 2024: Die Schule der magischen Tiere 3